# Nassir El Aissati
Nassir El Aissati (Hilversum, 12 augustus 1994) is een Nederlands-Marokkaanse voetballer die als middenvelder voor SV Olympia '25 speelt.

## Carrière
Nassir El Aissati speelde in de jeugd van HSV Wasmeer en FC Utrecht. In het seizoen 2015/16 zat hij tweemaal op de bank bij het eerste elftal van Utrecht, maar debuteerde nooit. In 2016 vertrok hij transfervrij naar FC Oss. Hij maakte zijn debuut in het betaalde voetbal voor FC Oss op 5 augustus 2016, in de met 1-1 gelijk gespeelde uitwedstrijd tegen FC Dordrecht. Hij werd na 87 minuten vervangen door Joep van de Ouweland. El Aissati maakte zijn eerste doelpunt op 12 augustus 2016, in de met 3-1 gewonnen thuiswedstrijd tegen Helmond Sport. In augustus 2017 ging hij naar het Zweedse Mjällby AIF. Hij speelde zes wedstrijden in de Division 1 Södra en was invaller in de verloren returnwedstrijd in de playoff voor promotie naar de Superettan tegen Örgryte IS. In december 2017 ondertekende hij een tweejarig contract bij FK Karlskrona dat net naar de Division 1 Södra (3e divisie Zweden) gepromoveerd was.. Hij kon FK Karlskrona niet behoeden voor degradatie naar Division 2 (4e divisie Zweden). Eind februari 2019 sloot hij aan bij VV DOVO dat uitkomt in de Derde divisie zaterdag. Sinds 2020 speelt hij voor FC Breukelen.

### Statistieken
| Seizoen                   | Club           | Land           | Competitie         | Competitie | Competitie | Beker | Beker | Overige | Overige | Totaal | Totaal |
| Seizoen                   | Club           | Land           | Competitie         | Wed.       | Dlp.       | Wed.  | Dlp.  | Wed.    | Dlp.    | Wed.   | Dlp.   |
| ------------------------- | -------------- | -------------- | ------------------ | ---------- | ---------- | ----- | ----- | ------- | ------- | ------ | ------ |
| 2015/16                   | FC Utrecht     | Nederland      | Eredivisie         | 0          | 0          | 0     | 0     | 0       | 0       | 0      | 0      |
| 2016/17                   | FC Oss         | Nederland      | Eerste divisie     | 7          | 1          | 0     | 0     | –       | –       | 7      | 1      |
| 2017                      | Mjällby AIF    | Zweden         | Division 1 Södra   | 6          | 0          | 0     | 0     | 1       | 0       | 7      | 0      |
| 2018                      | FK Karlskrona  | Zweden         | Division 1 Södra   | 28         | 3          | 0     | 0     | 2       | 0       | 30     | 3      |
| 2018/19                   | VV DOVO        | Nederland      | Derde divisie zat. | 2          | 0          | 0     | 0     | –       | –       | 2      | 0      |
| Carrièretotaal            | Carrièretotaal | Carrièretotaal | Carrièretotaal     | 43         | 4          | 0     | 0     | 3       | 0       | 46     | 4      |
| Bijgewerkt op 5 juli 2020 |                |                |                    |            |            |       |       |         |         |        |        |